# Île Hienghene
L’île Hienghene est un îlot de Nouvelle-Calédonie appartenant administrativement à Hienghène.